# زکی‌خان زند
زَکی‌خان زند از سرداران خاندان زند، پسر عمو و برادر مادری کریم خان زند بود. پدر او بُداق خان نام داشت و عموی کریم خان به‌شمار می‌رفت. پس از درگذشت کریم خان برای دوری از هرج و مرج و اختلافات مدت کوتاهی به اسم فرزندان کریم خان (ابوالفتح خان و محمدعلی خان) قدرت را در دست گرفت ولی هیچ‌گاه رسماً خود را فرمانروای زند اعلام ننمود.
وی با این که از هواداران محمدعلی خان زند (فرزند کوچک‌تر کریم خان و داماد خود) بود، نخست ابوالفتح خان (پسر بزرگ کریم خان) را به عنوان فرمانروای زند ابقا نمود و اندکی بعد محمدعلی خان را شریک فرمانروایی ابوالفتح خان قرار داد. در پی حملهٔ صادق خان زند به شیراز، نسبت به ابوالفتح خان بدگمان شد و او را برکنار کرد و بدین ترتیب محمدعلی خان یگانه فرمانروای ظاهری زندیان گردید. او برای حفظ قدرت افزون بر صادق خان، با علیمرادخان زند نیز درگیر شد و سرانجام در ۲۸ جمادی‌الاول ۱۱۹۳ ه‍.ق در ایزدخواست به دست قراولان ایل پایروندمافی کشته شد.